# Bigton

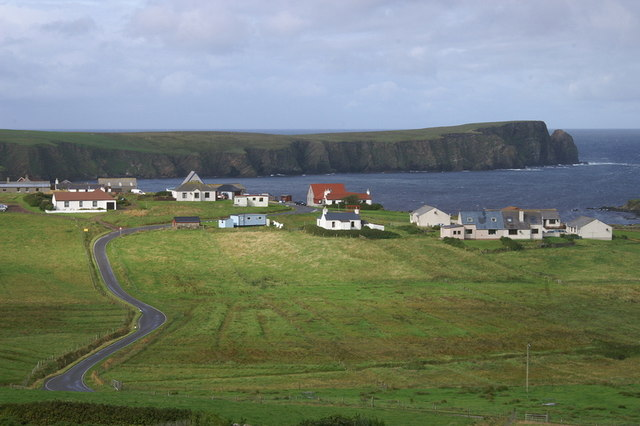
Blick auf den Ort und die Küste

Bigton ist eine Ortschaft, die in Schottland im Süden der Shetlandinseln liegt.

## Geographie
Bigton ist ein kleiner Ort, der im Süden von Mainland an der Küste im Südwesten liegt. Von ihm führt ein schmaler Weg auf die Insel St Ninian’s im Westen. Nach Levenwick sind es drei Kilometer im Osten. Weitere Ortschaften in der Nähe sind Ireland im Norden und Scousburgh im Süden.

## Historisches
Im Rahmen der historischen Gliederung Schottlands in Civil Parishes zählt Bigton zu Dunrossness. Im Ort ist das Bigton House 1971 als Listed Building der Kategorie B eingestuft worden.

## Verkehr
Durch Bigton verläuft die B9122, die Channerwick im Norden mit Boddam im Süden verbindet.